# Эриктуу
Эриктуу — село в Жайылском районе Чуйской области Кыргызстана. Административный центр Сары-Кооского аильного округа. Код СОАТЕ — 41708 209 838 01 0.

## Население
| год     | 2009 | 2014 | 2015 |
| ------- | ---- | ---- | ---- |
| человек | 813  | 825  | 835  |